# 化学阉割
化学阉割，又稱化學去勢，是一种药物控制法，注射药物，以减少男性荷尔蒙，抑制性冲动。与切除睾丸或卵巢的手术閹割不同，化学阉割不会真正阉割该人，也不会使其绝育。
化学阉割被部分国家采用來處遇性侵犯，以降低性衝動的方式，試圖達到降低性犯罪再犯的效果；但有一些关于人权方面和可能的副作用上的争议。

## 方法
化学阉割涉及服用抗雄性激素药物，比如醋酸環丙孕酮或避孕药醋酸甲羟孕酮，为方便服药控制，每三个月注射一次。    
苯呱利多也用於此目的，也可以作為一種手段通過增加長效注射劑符合給出。

## 生理影響
对男性进行化学阉割后，可以减少其性欲望、强迫性的性幻想和提高防止性冲动的能力。化学阉割被普遍认为是可逆的，停药后作用会消失。
威胁生命的副作用是罕见的，但可能产生一些長期副作用或者提高下列症狀的風險，例如：脂肪增多、骨质疏松（尤其使用醋酸甲羟孕酮時）、心血管疾病。他们也可能经历其他“雌性化”的效果，比如男性乳房发育症、体毛减少和肌肉耗失。
化学阉割与视觉能力和视觉记忆的衰退有关，实验受试者在停止接受化学阉割药物后，这些影响消除。

## 各國使用
目前在德国、美國、 加拿大、印度、意大利、哥伦比亚、萨尔瓦多、多明尼加共和国部分地区、阿根廷西部曼多萨省、波兰、韩国及哈薩克斯坦，对强奸犯实施这种药物控制法。

## 效果
本質上，服藥可以提早、迅速抑制有問題的行為，但若要得到長期的改善，仍必須做心理治療。